# Hogna dauana
Hogna dauana là một loài nhện trong họ Lycosidae.
Loài này thuộc chi Hogna. Hogna dauana được Carl Friedrich Roewer miêu tả năm 1959.